# Douglas Rain
Pour les articles homonymes, voir Rain.
Douglas James Rain est un acteur canadien né le 9 mai 1928 à Winnipeg (Manitoba) et mort le 11 novembre 2018 à St. Marys en Ontario.
Il est surtout connu pour avoir prêté sa voix à l'ordinateur HAL 9000 dans la version originale de 2001, l'Odyssée de l'espace. 

## Biographie

### Famille
Douglas Rain a été marié à l'actrice Martha Henry.

## Filmographie
- 2011 Prophets of Science Fiction (Documentaire TV)

Voix of HAL in '2001, A Space Odyssey' 
- 1995 The Russian German War (Video)

Narrateur (voix) 
- 1985 Love & Larceny (Téléfilm)

Ashton Fletcher 
- 1984 2010: L'année du premier contact

HAL 9000 (voix) 
- 1984 Sam Hughes's War (Téléfilm)

- 1974 Tour en l'air

Narrateur (voix)
- 1971 Talking to a Stranger (Mini série TV)

Alan 
- 1970 Softly Softly: Task Force (TV Series)

- Episode Open and Shut (1970) ... Jerry Proctor 
- 1968 Omnibus (Documentaire TV)

- Hadrian VII (1968) ... Fr. William Rolfe 
- 1968 BBC Play of the Month (TV Series)

- Episode The Tempest (1968) ... Stephano 
- 1968 2001: L’ Odyssée de l’Espace

HAL 9000 (voix)
- 1966 Henry V (Téléfilm)

Henry V
- 1960-1966 Festival (TV Series)

Dylan Thomas / Police Inspector / Chorus / ... 
- 1962-1964 Playdate (TV Series)

Jones / Paul / Fouquier-Tinville / ... 
- 1964 Twelfth Night (Téléfilm)

Malvolio 
- 1963 A Cry of Angels (Téléfilm)

Charles Jennens 
- 1963 The Other Man (Mini série TV)

David Henderson 
- 1963 The Dark Did Not Conquer (Téléfilm)

voix off de Jesus 
- 1962-1963 Quest (TV Series)

Narrator / Albert Blondel 
- 1961 Robert Baldwin: A Matter of Principle (Court-métrage)

William Lyon Mackenzie 
- 1961 William Lyon Mackenzie: A Friend to His Country (Court-métrage)

William Lyon Mackenzie 
- 1961 One Plus One

The Divorcee segment 
- 1961 Q for Quest (TV Series)

- Return Journey (1961) ... Dylan Thomas 
- 1953-1960 General Motors Presents (TV Series)

Joseph Howe / Jack Howell / Tom Wrench / ... 
- 1959-1960 Startime (TV Series)

George Tesman / Hovstad / Rev. John Hale 
- 1960 The Hill (Téléfilm)

Jesus (voix) 
- 1960 Just Mary (TV Series) (voix)

- 1960 R.C.M.P. (TV Series)

- The Hunt (1960) ... Mr. Dodds 
- 1959 Hudson's Bay (TV Series)

- The Accounting (1959) ... Martin Cobb 
- 1955-1959 Folio (TV Series)

Dr. Lvov / Narrator / Armand / ... 
- 1955-1957 On Camera (TV Series)

Joy-Pop / The Bard 
- 1957 Oedipus Rex

Messenger 
- 1956 Christmas in the Market Place (Téléfilm)

Joey 
- 1956 The Hill (Téléfilm)

- 1955 Scope (TV Series)

Hamlet (1955) ... Laertes

- 1960 : Notre univers, de Roman Kroitor et Colin Low : narration

## Liens
- « Douglas Rain » (présentation), sur l'Internet Movie Database
- Fiche sur tcm.com

- Notices d'autorité :   - VIAF
  - ISNI
  - LCCN
  - GND
  - Espagne
  - Israël
  - WorldCat